# Broumovice
Broumovice (dříve též Brúmowicze nebo Braumovice, německy Bromowitz) je vesnice v okrese Benešov, je součástí obce Neustupov. Nachází se dva kilometry severně od Neustupova. V katastrálním území Broumovice leží i části obce Královna, Slavín a Vlčkovice.

## Historie
První písemná zmínka o vesnici pochází z roku 1359, kdy se připomíná Johannes de Bramouwicz. Původ názvu se odvozuje od vlastního jména Brúm ve významu ves lidí Brúmových. Brúmové z Broumovic měli ve znaku hlavu šaška s oslíma ušima.
V Broumovicích (přísl. Vlčkovice, Slavín, Královna, 359 obyvatel, samostatná obec se později stala součástí Neustupova) byly v roce 1932 evidovány tyto živnosti a obchody: družstvo pro rozvod elektrické energie ve Vlčkovicích, 2 hostince, kolář, 2 kováři, mlýn, 2 pokrývači, švadlena, 2 trafiky, 2 velkostatky.

## Přírodní poměry
V katastrálním území Broumovice leží přírodní památka Vlčkovice – Dubský rybník.